# ふたりずむ
『ふたりずむ』は、古居すぐりによる日本の4コマ漫画作品。『まんがぱれっとLite』（一迅社）誌上でVOL.23-35まで連載された。双子の姉妹を描くほのぼの日常4コマ漫画。

## 登場人物
小守夏流
中学一年生で春乃の双子の姉。頭にクローバーの髪留めを付けている。
妹の春乃が大好きで、いつも過度の愛情表現を行っては邪険に扱われる。
常に春乃の事を考えており、春乃のために頑張ろうとするのだが、それが空回りや暴走することも多い。その一方で、ちゃんと春乃の役に立つことも少なくなく、感謝の言葉を貰っては嬉々とする。
カメラの中のデータもほぼ「妹コレクション」。さらに、春乃の成長記録データは全て頭に入っている。
運動は得意で、バレー部の顧問から勧誘を受けたこともある。最終的には演劇部に所属し、舞台に立ったこともある。
小守春乃
中学一年生で夏流の双子の妹。
小さい頃は甘えん坊のお姉ちゃんっ子だったが、現在は夏流の過度のスキンシップを邪険にしてしまう。無論、本心で嫌っているわけではなく、愛情表現が大袈裟な事以外は非常に信頼している。
照れ屋で、人前に立つことは苦手ではあるが、ひょんなことからクラス委員長になってしまう。
握力は30kgと男子並みだが、運動は基本的に得意ではない。
真面目な性格に加え、委員長になったことで、「委員長らしく」あろうとするため自分を律することも多い。
唐木喜和子
中学三年生で演劇部部長。クラス委員の学年代表でもある。
夏流の感情のこもったセリフを聞き、演劇部に誘った。
演劇のことになると別人のように感情が激しくなるほど真剣。

## 単行本
一迅社より「4コマKINGSぱれっとコミックス」として刊行。
- 2011年2月5日発行 ISBN 978-4-7580-8109-2